# Dani Balbi
Danieli Christovão Balbi, conhecida como Dani Balbi (Rio de Janeiro, 3 de abril de 1989), é uma professora, roteirista e política brasileira, filiada ao Partido Comunista do Brasil (PCdoB). Foi eleita deputada estadual pelo Rio de Janeiro nas eleições de 2022 com 65.815 votos. Com a vitória, tornou-se a primeira parlamentar transexual da Assembleia Legislativa do Estado do Rio de Janeiro.
Balbi é doutora em Ciência da Literatura pela Universidade Federal do Rio de Janeiro (UFRJ), e foi também a primeira professora transexual da UFRJ. Ela se declara defensora da educação pública, dos direitos LGBT, da valorização da periferia e da luta antirracista.
Em 2022, assumiu a presidência da seção estadual da Fundação Maurício Grabois no Rio de Janeiro.
Em fevereiro de 2024, votou contra o fim do afastamento da deputada Lucinha, determinado pelo Tribunal de Justiça do estado por ela ser acusada de possuir ligações com milicianos.

## Desempenho em eleições
| Ano  | Eleições                    | Partido | Cargo             | Votos  | %     | Resultado  |
| ---- | --------------------------- | ------- | ----------------- | ------ | ----- | ---------- |
| 2018 | Estaduais no Rio de Janeiro | PCdoB   | Deputada estadual | 10.349 | 0,13% | Não eleita |
| 2022 | Estaduais no Rio de Janeiro | PCdoB   | Deputada estadual | 65.815 | 0,76% | Eleita     |